# Igreja de Santo Elidan

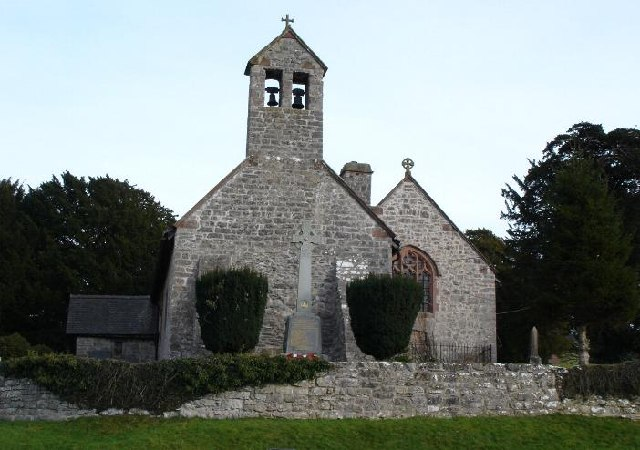
Igreja de Santo Elidan

A Igreja de Santo Elidan é um edifício listado como Grau II * na comunidade de Llanelidan em Denbighshire, País de Gales.